# Ковальчук, Виталий Анатольевич
Виталий Анатольевич Ковальчук (укр. Віталій Анатолійович Ковальчук; род. 23 мая 1969, Киев) — украинский политик, первый заместитель Главы Администрации Президента Украины (с 26 декабря 2014 по 19 мая 2019), Представитель Президента Украины в Кабинете Министров Украины (с 11 мая 2016 по 19 мая 2019), Народный депутат Украины 7-го и 8-го созывов. Заместитель председателя партии «УДАР».

## Биография
Окончил юридический факультет Киевского университета имени Тараса Шевченко (1993) по специальности «Правоведение», юрист. В 2011 году получил второе высшее образование по специальности «Государственное управление» в Национальной академии государственного управления при Президенте Украины.
С 1993 по 1996 год работал на должностях юрисконсульта, старшего юрисконсульта, руководителя юридической службы АБ INKO. С 1996 по 1997 год был заместителем генерального директора, административным директором украинского-американского ООО с иностранными инвестициями «Байп Ко ЛТД».
С 1997 по 1999 год занимал должность вице-президента ЗАО «Инвестиционная компания „Нефтьэнерго Инвест“». С 1999 по 2001 год был генеральным директором, вице-президентом Всеукраинской общественной организации «Фонд поддержки региональных инициатив».
С 2001 по 2005 год — первый заместитель председателя правления, председатель правления Акционерной холдинговой компании «Укрнефтепродукт». В 2005—2007 годах был заместителем генерального директора ООО «Юридическая фирма „Фарго“».
В 2006—2010 годах — депутат Голосеевского районного совета в городе Киеве, председатель постоянной комиссии по вопросам эффективного использования коммунальной собственности и аренды. С 2007 по 2010 год — заместитель председателя Голосеевской районной государственной администрации в городе Киеве.
С апреля 2010 по 2015 год — заместитель председателя политической партии «УДАР» Виталия Кличко, председатель Центрального исполнительного комитета партии, председатель Киевской городской организации партии.
В апреле 2012 года возглавил избирательный штаб партии «УДАР». Народный депутат Украины VII созыва с 12 декабря 2012 от партии «УДАР» (№ 5 в списке). В апреле 2014 года депутат Ивано-Франковского городского совета и бывший «ударовец» Юрий Соловей заявил, что Ковальчук де-факто является главой «УДАРа» и кулуарно участвует в дележе должностей в руководстве страны, несмотря на то, что официально партия отказалась от участия во власти. Кроме того, по словам Соловья, Ковальчук близок к финансово-олигархической группе Дмитрия Фирташа. Бизнесмен признал факт встречи 22 апреля в Вене с Петром Порошенко. Помимо Порошенко и Фирташа на ней присутствовали Виталий Кличко, Виталий Ковальчук, Юрий Стець и Сергей Лёвочкин, а переговоры продолжались 28 часов. Вскоре партия УДАР, несмотря на сопротивления областных организаций, объявила о поддержке Порошенко на выборах президента Украины. После попытки выяснить у Ковальчука подробности этой встречи Соловей был исключён из рядов «УДАРа».
Член Комитета по вопросам топливно-энергетического комплекса, ядерной политики и ядерной безопасности. Руководил избирательной кампанией Петра Порошенко на пост президента Украины в 2014 году и «Блока Петра Порошенко» (БПП) на досрочных парламентских выборах 2014 года.
Народный депутат Украины VIII созыва с 27 ноября 2014 по 14 января 2015 от партии БПП (№ 10 в списке). Досрочно сложил мандат в связи с уходом в Администрацию президента Украины.
В январе 2016 года СМИ сообщили, что его кандидатура рассматривается на должность первого вице-премьера — с широкими полномочиями, курирующего экономический блок. Отмечают, что президент Порошенко уговаривал поддержать данное назначение В. Кличко, у которого с Ковальчуком испортились отношения. Оно должно послужить лучшей координации между правительством и президентом. Данное назначение так и не состоялось. Однако, с возникновением острого правительственно-парламентского кризиса спустя месяц, затем кандидатура Ковальчука также на должность первого вице-премьера, продвигаемая со стороны администрации президента, стала предметом споров перед назначением на пост премьер-министра Владимира Гройсмана, сменившего на нём в апреле 2016 года А. Яценюка.
В ноябре 2016 года лидер депутатской группы «Воля народа» Ярослав Москаленко подтвердил, что Виталий Ковальчук курирует партию «Наш край». Ряд украинских политологов на протяжении длительного времени связывали эту партию с администрацией президента. По их версии, Порошенко через Ковальчука пытался не дать партии «Оппозиционный блок» сформировать большинство в местных советах на востоке и юге Украины, а также снизить репутационный урон БПП и президента из-за принятия в свои ряды бывших членов «Партии регионов». В 2017 году украинские СМИ сообщили о том, что Ковальчук формально передал управление партией «Наш край» предпринимателю и народному депутату Игорю Кононенко, с которым у Ковальчука сложились напряжённые отношения.
По версии бывшего заместителя генпрокурора Грузии и Украины Давида Сакварелидзе, Ковальчук занимается тем, что создаёт небольшие политические проекты с целью отбора голосов у оппозиционных сил:

Ковальчук сегодня является основной опорой Порошенко по манипуляции политическими проектами. Он пытается сейчас слепить несколько маленьких политпроектов, чтобы забрать у нас голоса.
1 ноября 2018 года включён в санкционный список России.
15 февраля 2019 года Виталий Ковальчук стал руководителем избирательного штаба кандидата в президенты Украины Петра Порошенко.
Сооснователь GROWFORD Institute (Global Research on Optimal Ways for Development Institute), который осуществляет стратегические глобальные исследования в области экономики и финансов, оценивает системные риски и разрабатывает оптимальные модели экономического развития для стран, регионов и мира в целом.

## Критика
Согласно опубликованной в журналистском расследовании Павла Шеремета информации, Виталий Ковальчук был участником попытки рейдерского захвата Торгово-промышленной палаты Украины. К попыткам сместить с должности главы ТПП Геннадия Чижикова также причастен бывший нардеп Александр Дубовой. В СМИ регулярно появлялись письма депутатов и «разоблачительные» материалы в адрес ТПП, которые впоследствии не подтверждались в судах. Кроме того, в офисе ТПП проходили прокурорские и налоговые обыски.
9 сентября 2016 года министр внутренних дел Украины Арсен Аваков сообщил о том, что заместитель председателя Киевской областной госадминистрации Игорь Любко был задержан по подозрению в вымогательстве взятки в 200 тыс. гривен. Генеральный прокурор Украины Юрий Луценко заявил о том, что к коррупционным схемам мог быть причастен и губернатор Киевской области Максим Мельничук. По версии СМИ, к назначению обоих чиновников на свои посты причастен Виталий Ковальчук, которого также называют кумом Любко.
В январе-феврале 2017 года украинские СМИ опубликовали информацию о том, что на территории Ровненской области ведётся нелегальная добыча янтаря под прикрытием лесозаготовки. Журналисты выяснили, что в 2003 году сельскохозяйственный кооператив «Сеховский» арендовал на 49 лет 5,6 тыс. га земли в Рокитновском районе. В 2014 году эта территория попала под проверку государственной комиссии, выявившей, что «площадь нарушенных земель» составляет не менее 6,3 га. Суд удовлетворил иск прокуратуры в ненадлежащем исполнении предприятием условий аренды. В 2015 году в кооперативе сменились собственники. Среди новых владельцев были представители окружения Виталия Ковальчука — Александр Тимченко (помощник губернатора Ровненской области в 2014—2016 годах и депутата Верховной рады в 2012—2014 годах Виталия Чугунникова), а также близкий друг и депутатский помощник Ковальчука — Константин Негода. Собственники кооператива «Сеховский» являются также учредителями двух других предприятий («Артель Сехи» и «Янтарь Полесья 2»), которые в совокупности формировали полный цикл добычи и обработки янтаря. Представители нового руководства предприятия продолжают попытки по суду отстоять аренду леса.
В марте 2017 года было опубликовано журналистское расследование, в котором указывалось на то, что Ковальчук принимал участие в рейдерском захвате недвижимости и земельных участков. По версии программы «Схемы», Ковальчук получил здание в элитном частном секторе Киева Царское село, воспользовавшись банкротством банка «Форум». Приобретённое здание и участок с 2003 года принадлежали бизнесмену Вадиму Блошке, и их арендовало Посольство Греции на Украине. В 2008 году Блошка взял кредит у банка «Форум», под гарантии возврата средств предоставив два участка и дом площадью 848 м². В 2014 году банк заблокировал его счета, сразу же передав право требовать остаток долга в 47 млн гривен ООО Финансовая компания «Статистика Регистрация Инвест». Та, в свою очередь, через Бабушкинский суд Днепропетровска зарегистрировала продажу участков и дома фирме «Каунт-Про», владелицей которой была первая жена политика Елена Ковальчук. При этом, по словам Блошки, заблокированных средств хватило бы на оплату более половины оставшегося долга по ипотеке. Стоимость собственности была оценена в 130 млн гривен, в то время как «Каунт-Про» она обошлась всего в 78 тыс. гривен. 15 февраля 2017 года Министерство юстиции Украины издало указ об отмене решений о перерегистрации имущества на ООО «Каунт-Про», поскольку они были приняты вопреки требованиям законодательства страны. Однако судебные процессы продолжились и имуществом продолжает распоряжаться компания Елены Ковальчук. Елена и Виталий Ковальчуки отказались комментировать информацию журналистов «Схем».
По данным СМИ, порядка двух десятков предприятий, в деятельности которой принимал участие Виталий Ковальчук или его супруга, стали банкротами или существенно сократили отчётную прибыль. Ниже представлена список некоторых из этих предприятий.
1. ООО «Проксим Трейдинг» — 2009 год
2. ООО «Транспортные системы Тавриды» — 2012 год
3. ООО «Южные транспортные системы» — 2013 год — убыточная деятельность
4. ПАО «Крымнефтепродукт» — 2013 год — убыточная деятельность
5. ПАО «Луганскнефтепродукт» — 2013 год — убыточная деятельность
6. ООО «Клиника генетики репродукции „Виктория“» — 2013 год — убыточная деятельность (владелец — Елена Ковальчук)
7. ООО «Медтайм» — 2013 год — убыточная деятельность (владелец — Елена Ковальчук)
8. ООО «Фармацевтическое предприятие аптека № 107» — 2013 год — валовый доход упал почти в два раза (владелец — Елена Ковальчук)

## Доходы
Согласно данным, указанным в электронной декларации, Виталий Ковальчук за 2016 год заработал 274 476 гривен и 1,9 млн гривен он получил от продажи автомобиля Toyota Land Cruiser 2011 года выпуска. Супруга Елена указала доход в 206 786 гривен заработной платы. Она также указала, что за год получила 400 долларов, которые были зачислены на банковский счёт (годом ранее на нём лежало почти 10 тыс. долларов); у Елены также было 2,73 млн гривен наличными. У Ковальчуков в совместной собственности указаны земельные участки в посёлке Козине Киевской области площадью 504 м² и 1,5 тыс. м², дом в Козине площадью 1,1 тыс. м², а также гараж в Киеве площадью 82 м². Кроме того, Ковальчук имеет право пользования на квартиру жены в Киеве площадью 200 м². В совместной собственности у супругов указаны автомобили Toyota RAV4 (приобретена в 2003 году) и Toyota Land Cruiser (приобретена в 2014 году). Виталий Ковальчук задекларировал право на некий товарный знак, двое часов (Chaumet Paris и Zenith) и картины, общая стоимость которых превышает 100 прожиточных минимумов. Примерно столько стоят дорогие вещи, записанные на Елену Ковальчук: часы Cartier и Chanel, брошь, серьги, кольца, гарнитуры Damiani, Fratelli Staurino и Chopard, кулон Tiffany & Co., шуба, две картины.

## Награды
- Наградное оружие — пистолет «Форт-17» (3 июля 2014)[39].

## Семья
Супруга — Наталья Владимировна Ковальчук, сыновья Владимир и Матвей, дочь Полина.